# Gaitelgrima de Salerno
Gaitelgrima (cca. 1091), a fost fiica principelui Guaimar al IV-lea de Salerno cu Gemma.
Din inițiativa fratelui ei, principele Gisulf al II-lea de Salerno, Gaitelgrima a fost căsătorită cu principele normand Iordan I de Capua din dinastia Drengot, după cum sora ei, Sichelgaita se măritase cu un alt normand, Robert Guiscard, din dinastia Hauteville.
Rămânând văduvă la moartea lui Iordan în 1091, Gaitelgrima a preluat regența în Capua pentru fiii ei, Richard, Robert și Iordan al II-lea. Totuși, la sfârșitul acelui an, a fost alungată din Capua de locuitorii orașului, care au ales pe un anume conte Lando ca principe, drept pentru care Gaitelgrima și-a luat fiii și a plecat la Aversa. În Sarno a găsit adăpost la fratele ei Gisulf, acolo petrecându-și ultimele zile de viață și tot acolo fiind înmormântată. Anterior, s-a recăsătorit cu contele Alfred de Sarno.